# Trichloraniline
Die Trichloraniline bilden in der Chemie eine Stoffgruppe von aromatischen Verbindungen, die sich sowohl vom Anilin als auch von Chlorbenzol ableiten. Die Struktur besteht aus einem Benzolring mit angefügter Aminogruppe (–NH2) und drei Chlor (–Cl) als Substituenten. Durch deren unterschiedliche Anordnung ergeben sich sechs Konstitutionsisomere mit der Summenformel C6H4Cl3N. Alle Stoffe sind in Wasser schwer löslich und giftig.
| Gefahrensymbol | Gefahrensymbol | Gefahrensymbol |

| keine Einstufung verfügbar |

| Gefahrensymbol | Gefahrensymbol | Gefahrensymbol |

## Reaktionen
Die Chlorierung von 2,4,5-Trichloranilin ergibt 2,3,4,6-Tetrachloranilin.

## Verwendung
Trichloraniline werden als Zwischenprodukte zur Herstellung anderer chemischer Verbindungen verwendet (so z. B. 2,4,5-Trichloranilin für Pigmente und Azofarbstoffe).